# Švapska liga
Švapska liga ili Švapski savez (njemački: Schwäbischer Bund)  je bila unija slobodnih carskih gradova, kneževina i vojvodstava osnovana po nalogu cara Fridrika III. 14. veljače 1488. je na Reichstagu u Esslingenu. Osnivanje lige su poduprli Bertold von Henneberg-Römhild, kao i nadbiskup od Mainza Ovo ime se ne odnosi na prijašnje lige (one osnivane 1331., 1376. )  jer su one bile savezi gradova s jedinim ciljem obrane od kneževstava, prvenstveno grofova od Württemberga i carskih vitezova. U novoosnovanoj lizi, nekadašnji suparnici su surađivali u svrhu novih ciljeva: održavanju mira u carstvu i obuzdavanju ekspanzije bavarskih vojvoda iz dinastije Wittelsbach. Švapska liga je imala redovita zasjedanja, održavala svoje sudove te imala stajaću vojsku od 1200 konjanika i 12000 pješaka.
Nakon smrti vojvode Eberharda V. od Württemberg 1496., liga nije proizvela nijednog općeprihvaćenog vođu. Nakon poraza u ratu sa Švicarcima iz 1499, te definitivnog poraza agresivnih Wittelsbacha 1504. glavni ciljevi lige su bili postignuti. Zadnji veliki ilj je bilo je rušenje Ulricha od Württemberga, čiji su posjedi prodani caru Karlu V.
Protestanska reformacija u 16. stoljeću izazavala je podjelu unutar lige te je njezin utjecaj izblijedio.

## Članovi

### Schwäbischer Städtebund(1331)
Švapski savez gradova je bio savez slobodnih carskih gradova iz 1331:
- Aalen
- Augsburg
- Biberach
- Bopfingen
- Dinkelsbühl
- Donauwörth
- Esslingen
- Giengen
- Heilbronn
- Isny
- Kaufbeuren
- Kempten
- Leutkirch
- Lindau
- Memmingen
- Nördlingen
- Pfullendorf
- Ravensburg
- Reutlingen
- Schwäbisch Gmünd
- Schwäbisch Hall
- Überlingen
- Ulm
- Wangen
- Weil
- Wimpfen

kojem su se 1340 pridružili grofovi od Württemberga i Hohenberga

### Schwäbischer Bund(1488)
Godine 1488  Städtebund se ponovno ujedinila s većim regionalnim silama, kako bi oblikovali novu ligu uključujući i carske gradove iz lige osnovane 1331 zajedno sa :
- Žigmund, grof od Tirola  i nadvojvoda bliže Austrije, kojeg su slijedili nadvojvoda Maksimilijan I.  Habsburški godine 1490
- Eberhard V, grof od Württemberga (uzdignut 1495 za vojvodu  ), kojeg je godine 1496 naslijedio vojvoda Eberhard II

Njima su se do 1489 pridružili sljedeći prinčevi:
- Fridrih II Hohenzollern, Princ-Biakuop of Augsburg
- Christopher I, markgrof od Badena
- Georg Friedrich Hohenzollern,  markgrof od Brandenburg-Ansbacha
- Siegmund of Hohenzollern, Margrave of Brandenburg-Bayreuth
- Bertold von Henneberg-Römhild, nadibiskup Mainza i izborni knez
- Ivan II od Badena, nadbiskup Triera i izborni knez

proširen nakon 1500 s bivšim suparnikom:
- Albert IV of Wittelsbach, vojvoda Bavarske Muhena-Munich, vojvoda ujedinjene Bavarske 1503.

Baden i Württemberg su 1512 napustili ligu kojoj su se pak pridružili prinčevi-biskupi od Bamberga i Eichstätta 
nakon kojih su došli:
- Filip I, grof od Hessena (1519)
- Louis V od Wittelsbacha o, izborni knez kao i
- Otto Henry i Filip od Wittelsbacha,
- Knrad II von Thüngen, Princ-biskup od Würzburga godine 1523 te napokon
- Matthäus Lang von Wellenburg, Princ-nadbiskup od Salzburga in 1525.